# Jili, Luoyang
Jili är ett stadsdistrikt i Luoyang i Henan-provinsen i norra Kina.